# Swindon Supermarine FC
Swindon Supermarine FC (celým názvem: Swindon Supermarine Football Club) je anglický fotbalový klub, který sídlí ve městě Swindon v nemetropolitním hrabství Wiltshire. Založen byl v roce 1992 po fúzi klubů Supermarine FC a Swindon Athletic FC. Od sezóny 2018/19 hraje v Southern Football League Premier Division South (7. nejvyšší soutěž). Klubové barvy jsou modrá a bílá.
Své domácí zápasy odehrává na The Webbswood Stadium s kapacitou 2 600 diváků.

## Úspěchy v domácích pohárech
Zdroj: 
- FA Cup
  - 2. kolo: 2010/11
- FA Trophy
  - 3. kolo: 2008/09
- FA Vase
  - 2. kolo: 1998/99, 1999/00

## Umístění v jednotlivých sezonách
Stručný přehled
Zdroj: 
- 1992–2001: Hellenic Football League (Premier Division)
- 2001–2006: Southern Football League (Western Division)
- 2006–2007: Southern Football League (Division One South & West)
- 2007–2012: Southern Football League (Premier Division)
- 2012–2017: Southern Football League (Division One South & West)
- 2017–2018: Southern Football League (Division One West)
- 2018– : Southern Football League (Premier Division South)

Jednotlivé ročníky
Zdroj: 
Legenda: Z - zápasy, V - výhry, R - remízy, P - porážky, VG - vstřelené góly, OG - obdržené góly, +/- - rozdíl skóre, B - body, červené podbarvení - sestup, zelené podbarvení - postup, fialové podbarvení - reorganizace, změna skupiny či soutěže
| Sezóny  | Liga                                                 | Úroveň | Z  | V  | R  | P  | VG | OG | +/- | B  | Pozice |
| ------- | ---------------------------------------------------- | ------ | -- | -- | -- | -- | -- | -- | --- | -- | ------ |
| 2009/10 | Southern Football League (Premier Division)          | 7      | 42 | 10 | 14 | 18 | 48 | 76 | -28 | 44 | 14.    |
| 2010/11 | Southern Football League (Premier Division)          | 7      | 40 | 17 | 7  | 16 | 56 | 58 | -2  | 58 | 10.    |
| 2011/12 | Southern Football League (Premier Division)          | 7      | 42 | 11 | 11 | 20 | 50 | 86 | -36 | 44 | 21.    |
| 2012/13 | Southern Football League (Division One South & West) | 8      | 42 | 25 | 6  | 11 | 79 | 51 | +28 | 81 | 4.     |
| 2013/14 | Southern Football League (Division One South & West) | 8      | 42 | 24 | 7  | 11 | 91 | 52 | +39 | 79 | 5.     |
| 2014/15 | Southern Football League (Division One South & West) | 8      | 42 | 17 | 5  | 20 | 81 | 79 | +2  | 56 | 14.    |
| 2015/16 | Southern Football League (Division One South & West) | 8      | 42 | 27 | 6  | 9  | 81 | 42 | +39 | 87 | 4.     |
| 2016/17 | Southern Football League (Division One South & West) | 8      | 42 | 21 | 9  | 12 | 85 | 57 | +28 | 72 | 7.     |
| 2017/18 | Southern Football League (Division One West)         | 8      | 42 | 21 | 11 | 10 | 86 | 54 | +32 | 74 | 5.     |
| 2018/19 | Southern Football League (Premier Division South)    | 7      | 42 |    |    |    |    |    |     |    |        |